# 3e cérémonie des Golden Globes
La 3e cérémonie des Golden Globes a eu lieu le 30 mars 1946 au Hollywood Knickerbocker Club à Los Angeles, récompensant les films sortis en 1945 et les professionnels s'étant distingués cette année-là. Le palmarès fut communiqué avant la cérémonie, le 6 mars 1946.

## Palmarès
- Meilleur film
  - Le Poison (The Lost Weekend)
- Meilleur acteur
  - Ray Milland pour le rôle de Don Birnam dans Le Poison (The Lost Weekend)
- Meilleure actrice
  - Ingrid Bergman pour le rôle de Sœur Mary Benedict dans Les Cloches de Sainte-Marie (The Bells of St. Mary's)
- Meilleur acteur dans un second rôle
  - J. Carrol Naish pour le rôle de Charley Martin dans A Medal for Benny
- Meilleure actrice dans un second rôle
  - Angela Lansbury pour le rôle de Sibyl Vane dans Le Portrait de Dorian Gray (The Picture of Dorian Gray)
- Meilleur réalisateur
  - Billy Wilder pour Le Poison (The Lost Weekend)
- Meilleure promotion pour l'entente internationale
  - The House I Live In de Mervyn LeRoy (La récompense avait déjà été décernée.)